# Iglesia evangélica luterana de Brunswick

Límites territoriales de la Iglesia Evangélica Luterana de Brunswick.

La Iglesia Evangélica Luterana de Brunswick (en alemán: Evangelisch-Lutherische Landeskirche in Braunschweig) es una iglesia luterana en el Estado alemán de Baja Sajonia y Sajonia-Anhalt. La sede episcopal (Landesbischof) se halla en Wolfenbüttel. Su distrito como iglesia (Landeskirche) cubre el anterior Estado de Brunswick según las fronteras de 1945. La iglesia tiene 370.010 miembros (para 2013) y en torno a 400 parroquias. Es la denominación Protestante más importante en esta región.
Es pleno miembro de la Iglesia Evangélica en Alemania (Evangelische Kirche in Deutschland, EKD), y se basa en las enseñanzas extendidas por Martín Lutero durante la Reforma. También es miembro de la Iglesia Evangélica Luterana Unida de Alemania, la Comunidad de Iglesias Protestantes en Europa, la Federación Luterana Mundial, y el Consejo Mundial de Iglesias. El obispo principal de la iglesia es Dr. theol. Friedrich Weber (desde 2002). 
La Iglesia de Brunswick posee unas 480 iglesias, siendo la más famosa de ellas la Catedral de Brunswick.

## Historia
La Iglesia de Brunswick se originó como la iglesia del estado (en alemán: Landeskirche) del Principado de Wolfenbüttel, donde la Reforma Protestante fue introducida por último en 1568. El duque reinante actuaba como obispo de la iglesia. En 1704, Wolfenbüttel introdujo la tolerancia religiosa, en tanto que las parroquias no pertenecientes a la iglesia del estado pudieron establecerse. Después de la abolición de la monarquía en 1918, la Iglesia de Brunswick se convirtió en una organización independiente, aunque retuvo —como el resto de antiguas iglesias de estado— ciertos privilegios. En 1922 la Iglesia de Brunswick contaba 464.000 fieles.

## Misión
La Misión Evangélica-Luterana en Baja Sajonia (ELM), que fue fundada en 1977 como una organización en común para las Iglesias Luteranas del Estado de Brunswick, Hanóver y Schaumburg-Lippe, vela por las relaciones con iglesias asociadas en el extranjero. La sede social del ELM se encuentra en Hermannsburg en el Südheide. Desde 2003 la Pastora Martina Helmer-Pham Xuan ha sido directora de la misión.